# Grundtjärnen (Fjällsjö socken, Ångermanland)
Grundtjärnen är en sjö i Strömsunds kommun i Ångermanland och ingår i Ångermanälvens huvudavrinningsområde.